# Marcel Schlechter
Marcel Schlechter (Lussemburgo, 9 luglio 1928 – Echternach, 10 novembre 2023) è stato un politico lussemburghese.

## Biografia
Dopo essere stato per diversi anni conducente di autobus, entrò in politica come militante del Partito Operaio Socialista Lussemburghese. Nel suo Paese divenne dapprima Ministro dei Trasporti, poi Ministro dei Lavori Pubblici, poi Ministro per l'Energia. Fu deputato del Parlamento Europeo per due mandati (1989-94 e 1994-99). Si è spento il 10 novembre 2023, all'età di 95 anni.